# Víðgelmir

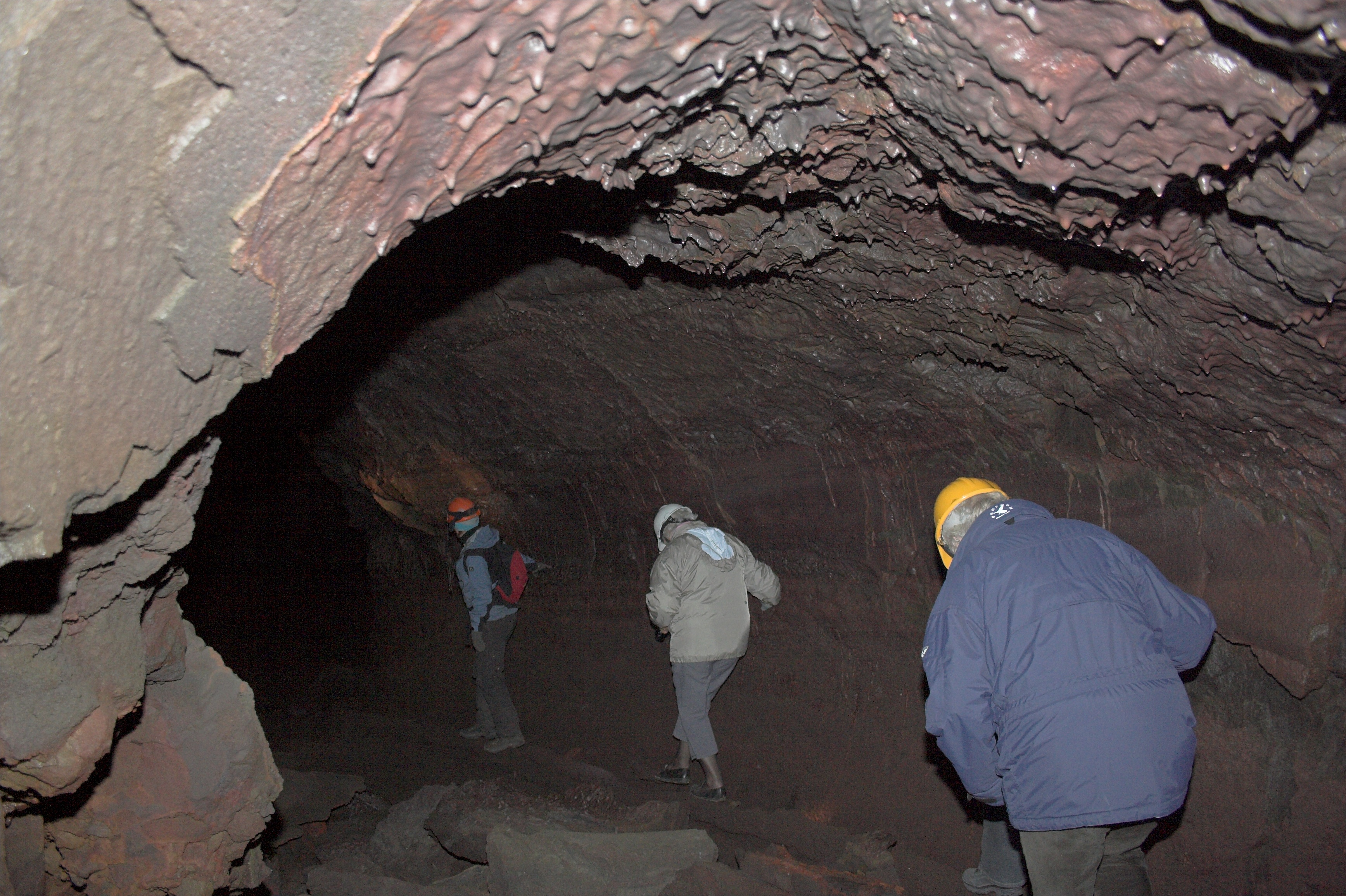
A Vidgelmir lávaalagút

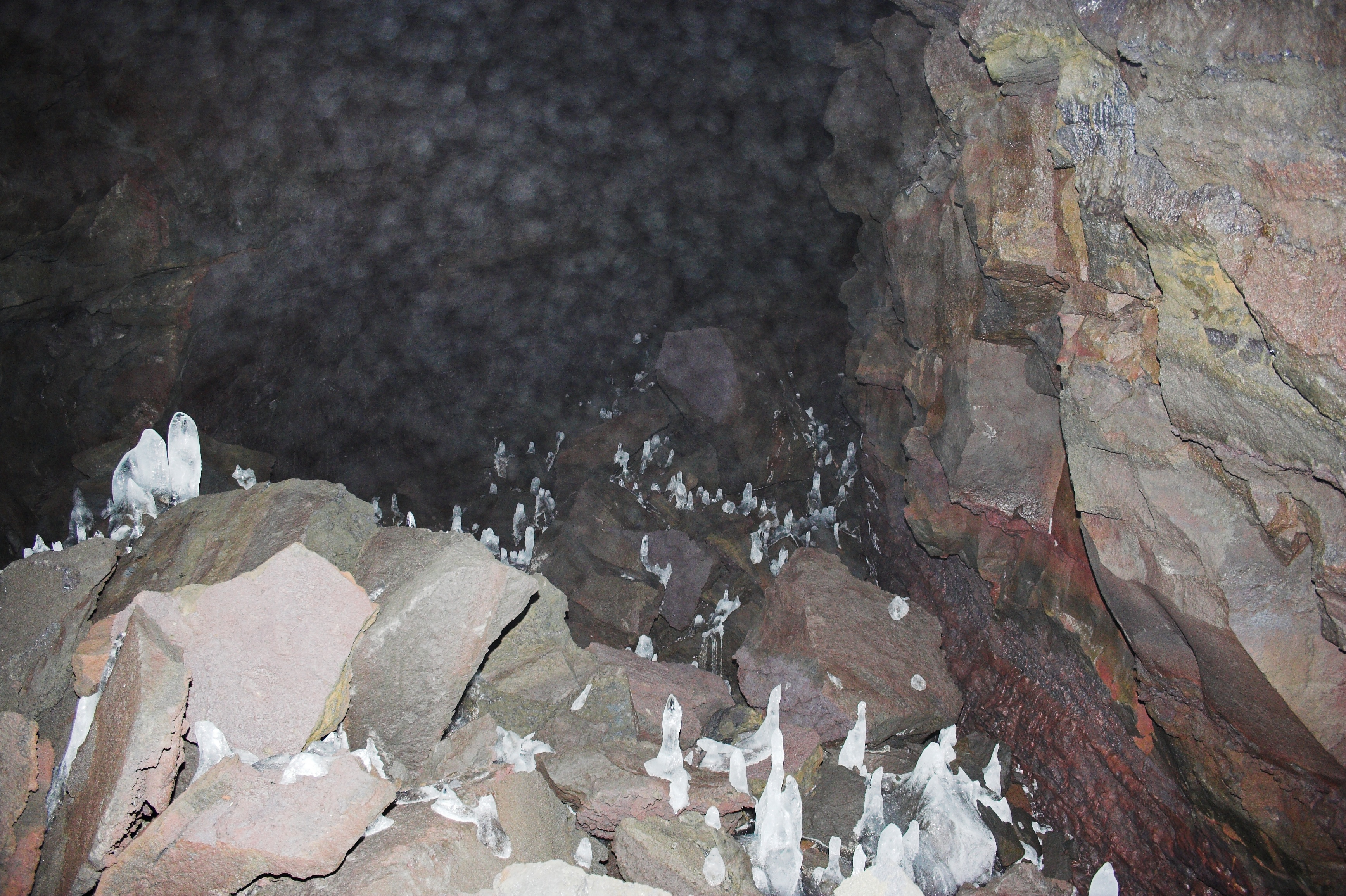
A Vidgelmir alagútban számos jégformáció található

A Víðgelmir lávaalagút Izland nyugati részén található a Hallmundarhraun lávamező területén, Hvítársíða településtől délre a Fljótstunga farm közelében Borgarfjörðurnál A lávaalagút teteje beomlott és így keletkezett két bejárata az északi végénél, amely az egyetlen ismert hely, ahonnan be lehet jutni a belsejébe. Az alagút 1585 méter hosszúságú, míg a legmagasabb pontján az aljától a tetejéig 15,8 méter magas és legnagyobb szélessége 16,5 méter. A Víðgelmir lávaalagút a legnagyobb ilyen típusú képződmény Izland szigetén. A barlang széles bejárattal kezdődik, majd a belső szakaszokon időnként elkeskenyedik. A vulkanikus formák megóvása érdekében 1991-ben egy vasból készült kaput készítettek a bejárathoz. A barlangot már a viking korban is használták az emberek. Ma az Izlandi Nemzeti Múzeum védelme alatt áll. A barlang járatrendszere bonyolult vonalvezetésű egyes helyeken, ezért nem ajánlott kísérő nélkül nekivágni. A vezetett túrákra a Fljótstunga farm közelében lehet feliratkozni. 

## Keletkezése
Lávaalagutak olyankor keletkeznek, amikor a felszínre kiömlött láva felső részei már kezdenek kihűlni és ezzel egyidőben megszilárdulni, ugyanakkor a belső részek még hígan folynak tovább, engedelmeskedve a gravitáció vonzásának. A megszilárdult felső kéreg alól elfolyó forró kőzetolvadék alagutat hagy maga után. Amikor a felső kéreg egy része beomlik, akkor válik láthatóvá az alagút. Számos lávaalagút található a Hallmundarhraun lávamező alatt, mint például a Surtshellir és a Stefánshellir. 

## Fordítás
Ez a szócikk részben vagy egészben  a   Víðgelmir című angol Wikipédia-szócikk ezen változatának fordításán alapul.  Az eredeti cikk szerkesztőit annak laptörténete sorolja fel. Ez a jelzés csupán a megfogalmazás eredetét és a szerzői jogokat jelzi, nem szolgál a cikkben szereplő információk forrásmegjelöléseként.